# Esparza de Salazar

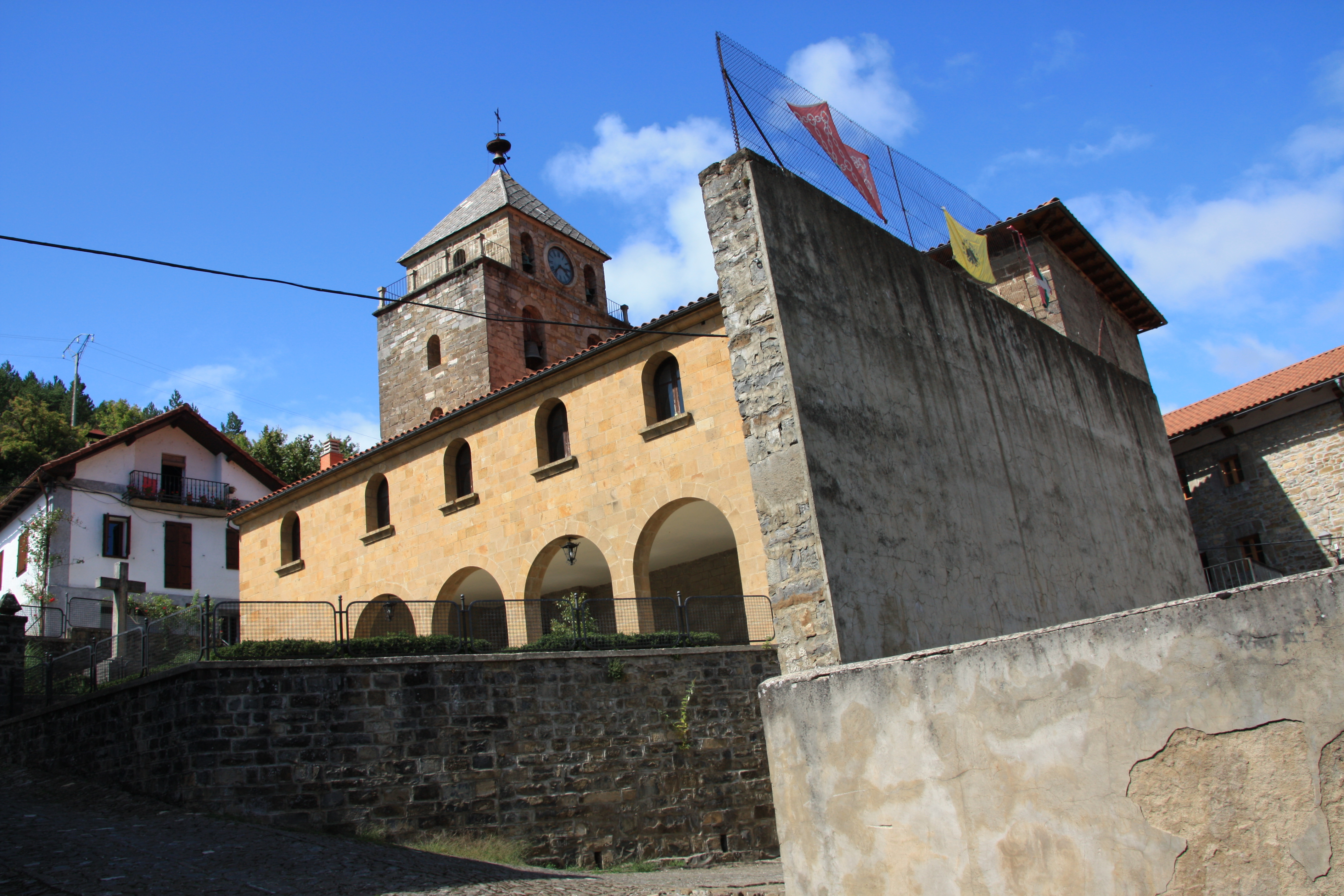
Iglesia y frontón

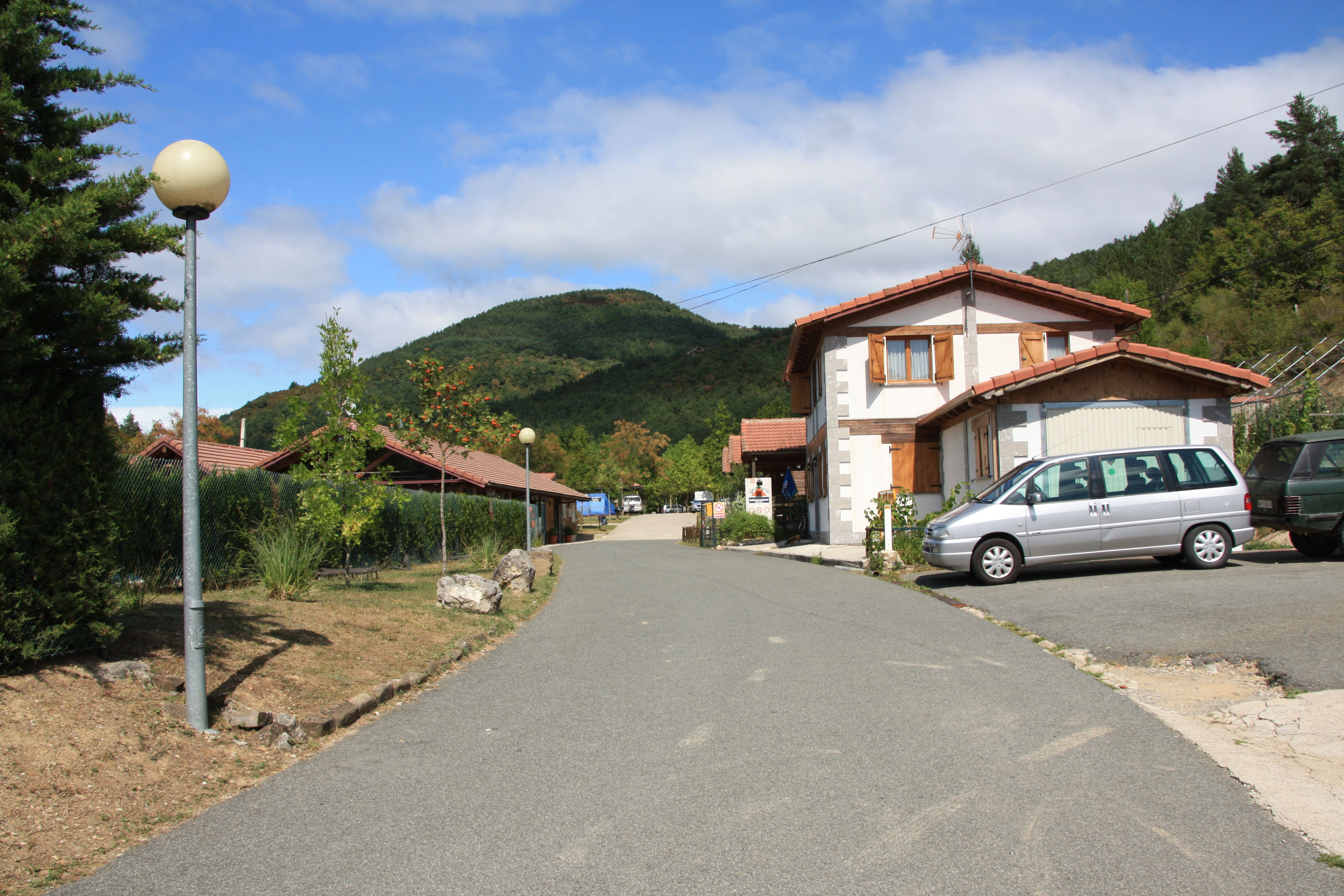
Entrada al camping Murkuzuria

Esparza de Salazar (cooficialmente en euskera: Espartza Zaraitzu) es una villa y un municipio español de la Comunidad Foral de Navarra, situado en la Merindad de Sangüesa, en el valle de Salazar y a 78 km de la capital de la comunidad, Pamplona. Su población en 2024 era de 232 habitantes (INE).
Su gentilicio es espartzarra, tanto en masculino como en femenino.

## Toponimia
La localidad se ha denominado oficialmente de forma tradicional Esparza, aunque de modo informal solía llamársele Esparza de Salazar para distinguirla de la otra localidad homónima existente en Navarra, Esparza del municipio de Galar. En la década de 1990 se adoptó finalmente la denominación oficial de Esparza de Salazar. Por último en 2006 se adoptó oficialmente la denominación bilingüe Esparza de Salazar/Espartza Zaraitzu. Espartza es como se pronuncia el nombre en lengua vasca y Zaraitzu es el nombre vasco del Valle de Salazar.
El nombre Esparza parece provenir del euskera ya que las dos localidades navarras denominadas Esparza están en la zona históricamente vascófona de Navarra y la terminación -tza (el nombre vasco de los pueblos es Espartza) suele ser un sufijo abundancial muy habitual en esta lengua. Sin embargo, no está tan claro cual es el significado del término espar del que supuestamente el topónimo indicaría gran abundancia. Se han propuesto varias etimologías: espartzu (esparto), ezpara (tábano) y espar (palabra local que denomina a la estaca que se utiliza para sujetar las vides). 
Existe también una localidad llamada Esparza en Costa Rica. Este homónimo se debe a que el 1 de diciembre de 1573 el rey Felipe II le otorga a Diego de Artieda, nativo de Esparza de Salazar, el cargo de gobernador. En 1591 este muere luego de 14 años de entrega a los inicios coloniales costarricenses, dejando el legado del nombre de su ciudad natal.

## Símbolos
El escudo de armas de la villa de Esparza de Salazar tiene el siguiente blasón:

Trae de gules y un lobo de sable con las uñas doradas, que tiene atravesado en la boca un cordero de plata con los cuernos dorados.

Corresponde este blasón al valle de Salazar como tal y a cada una de las villas que lo compone en particular.

## Geografía
La localidad de Espaza de Salazar está situada en la parte Nordeste de la Comunidad Foral de Navarra y central del valle pirénaico de Salazar, a una altitud de 705-900  m s. n. m. Su término municipal tiene una superficie de 26,918 km² y limita al norte con los municipios de Jaurrieta y Oronz, al este con el de Vidángoz, al sur con el de Sarriés y al oeste con el monte Remendía.
El río Salazar atraviesa el término municipal de norte a sur. Durante el invierno, las nevadas son abundantes, siendo este el cuarto pueblo navarro con mayor cantidad de nieve registrada. Las temperaturas invernales pueden alcanzar los -25 °C, mientras que en verano superan los 35 °C.
Las fiestas patronales se celebran el primer fin de semana de agosto y son conocidas como Txerriki Bestak.
En cuanto al idioma, la población habló tradicionalmente euskera, específicamente la variante vizcaína, ya que se trata de una zona vascófona. Sin embargo, esta lengua ha ido perdiéndose progresivamente desde la guerra civil española, debido a múltiples factores sociales y políticos.

## Demografía
Esparza de Salazar cuenta con una población de 76 habitantes (INE 2024).
| Gráfica de evolución demográfica de Esparza de Salazar entre 1842 y 2021 |
| |
| Población de derecho según los censos de población del INE Población de hecho según los censos de población del INEEn estos censos se denominaba Esparza: 1842, 1857, 1860, 1877, 1887, 1897, 1900, 1910, 1920, 1930, 1940, 1950, 1960, 1970, 1981 y 1991 En este censo se denominaba Esparza de Salazar: 2001 |

## Administración y política
Esparza de Salazar conforma un municipio el cual está gobernado por un ayuntamiento de gestión democrática desde 1979, formado por 3 miembros elegidos en las elecciones municipales según está dispuesto en la Ley Orgánica del Régimen Electoral General. La sede del consistorio está situada en la Maiatzaldea, 16 .
| Partido político                                  | 2011  | 2011  | 2011       |
| Partido político                                  | Votos | %     | Concejales |
| Agrupación Electoral Independiente Lisisoa (AEIL) | 53    | 76,81 | 3          |

| Mandato   | Nombre del alcalde       | Partido político     |
| --------- | ------------------------ | -------------------- |
| 1979-1983 |                          |                      |
| 1983-1987 |                          |                      |
| 1987-1991 |                          |                      |
| 1991-1995 |                          |                      |
| 1995-1999 |                          |                      |
| 1999-2003 |                          |                      |
| 2003-2007 |                          |                      |
| 2007-2011 | Idoia Elarre Elizondo    | Arrola Zaraitzuarrak |
| 2011-     | Gregorio Beaumont Esandi | A.I Lisisoa          |

## Personas destacadas
- Simeón de Guinda y Apezteguía: dignatario eclesiástico. Llegó a ser obispo de Urgel y copríncipe de Andorra (1714-1737).
- Diego de Artieda Chirino y Uclés: en 1577 fundó la ciudad de Esparza en Costa Rica, al cambiarle el nombre a la hasta entonces denominada "Ciudad de Espíritu Santo", cuando era gobernador de aquella comarca y en recuerdo a su pueblo natal.